# Franz Pfnür
Franz Pfnür (Berchtesgaden, 21 novembre 1908 – 21 settembre 1996) è stato uno sciatore alpino tedesco.
È stato il primo campione olimpico maschile della storia nello sci alpino.

## Palmarès

### Olimpiadi invernali
- Oro a Garmisch-Partenkirchen 1936 nella combinata.

### Mondiali
- Oro a St. Moritz 1934 nello slalom.
- Argento a St. Moritz 1934 nella discesa libera.
- Argento a St. Moritz 1934 nella combinata.